# Comuna Rachiș, Hust
Rachiș (în ucraineană Рокосово, transliterat: Rokosovo, în maghiară Rakasz) este o comună în raionul Hust, regiunea Transcarpatia, Ucraina, formată din satele Rachiș (reședința) și Vertep.

## Demografie
Componența lingvistică a comunei Rachiș
     Ucraineană (98,45%)
     Rusă (1,28%)
     Alte limbi (0,23%)
Conform recensământului din 2001, majoritatea populației comunei Rachiș era vorbitoare de ucraineană (98,45%), existând în minoritate și vorbitori de rusă (1,28%).